# Svenska mästerskapen i längdskidåkning 1986
Svenska mästerskapen i längdskidåkning 1986 arrangerades i Örebro. 
För första gången introducerades "fri stil" på programmet.

## Medaljörer, resultat

### Herrar
| Gren                  | Guld                                                           | Guld                                                           | Guld      | Silver          | Silver    | Brons       | Brons       |
| 15 km (F)             | Torgny Mogren                                                  | Åsarna IK                                                      | 38.34,6   | Thomas Eriksson | Domnarvet | Lars Håland | IFK Lidingö |
| 30 km (K)             | Torgny Mogren                                                  | Åsarna IK                                                      | 1.29.24,5 | Jan Ottosson    | Åsarna IK | Lars Håland | IFK Lidingö |
| 50 km (F)             | Torgny Mogren                                                  | Åsarna IK                                                      | 2.16.47,7 | Jan Ottosson    | Åsarna IK | Lars Håland | IFK Lidingö |
| Stafett 3 x 10 km (K) | Dala-Järna IK (Sven-Erik Danielsson, Gunde Svan, Erik Östlund) | Dala-Järna IK (Sven-Erik Danielsson, Gunde Svan, Erik Östlund) | 1.23.17,3 |                 |           |             |             |
| Lagtävling 15 km      | Åsarna IK                                                      | Åsarna IK                                                      | 1.58.14,7 |                 |           |             |             |
| Lagtävling 30 km      | Åsarna IK                                                      | Åsarna IK                                                      | 4.31.35,5 |                 |           |             |             |
| Lagtävling 50 km      | Åsarna IK                                                      | Åsarna IK                                                      | 6.58.39,5 |                 |           |             |             |

### Damer
| Gren                 | Guld                                                    | Guld                                                    | Guld      | Silver             | Silver       | Brons            | Brons     |
| 5 km (F)             | Marie Johansson                                         | IFK Mora                                                | 15.45,7   | Karin Lamberg-Skog | IFK Mora     | Gunnel Mörtberg  | Högbo AIK |
| 10 km (K)            | Marie Johansson                                         | IFK Mora                                                | 34.17     | Lis Frost          | Sollefteå SK | Magdalena Wallin | Nordingrå |
| 20 km (F)            | Karin Lamberg-Skog                                      | IFK Mora                                                | 1.00.00,8 | Anna-Lena Fritzon  | Malung       | Marie Johansson  | IFK Mora  |
| Stafett 3 x 5 km (K) | Sollefteå SK (Stina Karlsson, Carina Gorlin, Lis Frost) | Sollefteå SK (Stina Karlsson, Carina Gorlin, Lis Frost) | 49.15,9   |                    |              |                  |           |
| Lagtävling 5 km      | IFK Mora                                                | IFK Mora                                                | 48.48     |                    |              |                  |           |
| Lagtävling 10 km     | Sollefteå SK                                            | Sollefteå SK                                            | 1.44.10,8 |                    |              |                  |           |
| Lagtävling 20 km     | IFK Mora                                                | IFK Mora                                                | 3.09,34,5 |                    |              |                  |           |

### Webbkällor
- Svenska Skidförbundet